# Garderhouse

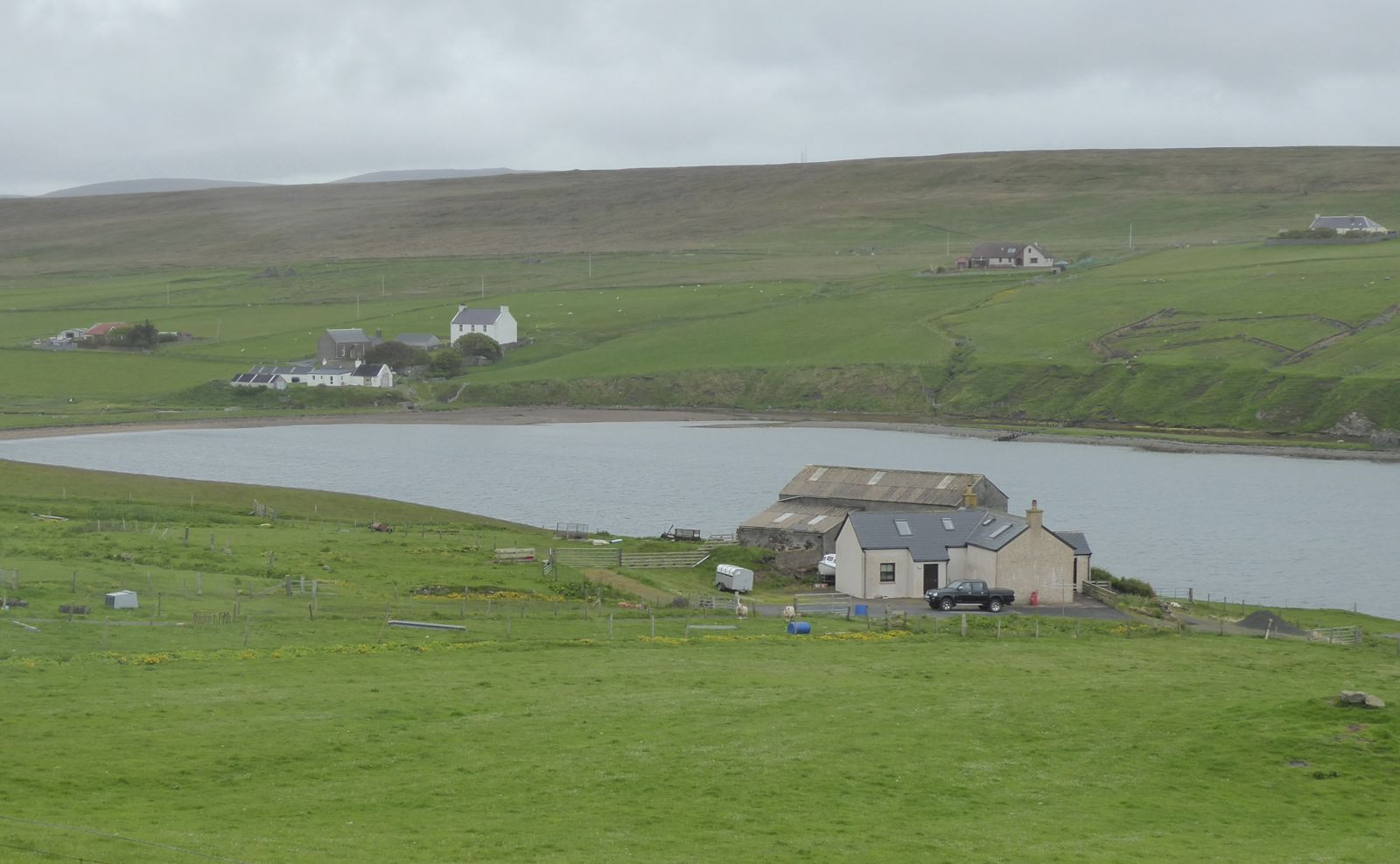
Blick über den Ort

Garderhouse ist eine Ortschaft, die im Südwesten der zu Schottland zählenden Shetlands liegt.

## Geographie
Garderhouse ist eine kleine Siedlung, die am nordwestlichen Ende der Meeresbucht Garderhouse Voe an der südwestlichen Küste von Mainland liegt.

## Historisches
Im Rahmen der historischen Gliederung Schottlands in Civil Parishes zählt Garderhouse zu Sandsting.